# Wake Me Up When September Ends
"Wake Me Up When September Ends" é o quarto single do sétimo CD da banda americana Green Day, American Idiot. Lançado em 2005, o single chegou na 6ª posição nos Estados Unidos, tornando-se o segundo single no Top 10 da banda. A música também atingiu a 8ª posição no Canadá e no Reino Unido e a 13ª posição na Austrália. A música é lembrada, principalmente, por seu significado nas letras e seu video-clipe, que traz a história de um casal separado na guerra.

## Informações da música
A música foi escrita pelo Green Day (com Billie Joe Armstrong compondo as letras) e produzida por Green Day e Rob Cavallo. Inicialmente muitos fãs debateram sobre qual seria o verdadeiro significado da canção, mais tarde, Billie Joe revelou para o público que a música era uma espécie de homenagem para seu pai, um músico de jazz, que morreu quando ele (Billie Joe) tinha apenas 10 anos de idade.
Nesta canção melancólica, Billie Joe, com a ajuda de outros membros da banda, viaja para sua turbulenta infância e reflete sobre o dia em que seu pai morreu, quando ele perdeu sua inocência. Como qualquer outro evento traumatizante, Billie Joe nunca realmente se recuperou, e não consegue acreditar que vinte anos já se passaram desde aquele dia. Apesar de já estar em melhor estado hoje, ele nunca irá esquecer em sua memória o que ocorreu. Armstrong associa a dor, com o mês de Setembro, no qual o seu pai morreu.
A música acabou se tornando, eventualmente, um tributo para as vítimas do Furacão Katrina. Uma versão ao vivo da música, gravada dia 3 de setembro de 2005 no Gillette Stadium, em Foxborough, Massachusetts foi lançada logo em seguida, dedicada para as vítimas do furacão. A música também é associada aos Ataques de 11 de setembro de 2001, à Doutrina Bush, à Guerra do Iraque e, mais recentemente, à Pandemia de COVID-19, onde Billie Joe tocou a música festival on-line One World: Together at Home.

## Vídeo Clipe
O video clipe aborda um cenário de guerra. O vídeo tem 7 minutos, e a música não começa até 1:43. É o primeiro clipe da banda que mostra um dos integrantes de apoio, além do trio original, o guitarrista Jason White. O video clipe também é considerado como um curta metragem. Tudo começa como título da música e, ao fundo, um casal de adolescentes (interpretados por Jamie Bell e Evan Rachel Wood) juntos em um campo.
O vídeo sai um pouco do sentido original da música, e se focaliza no casal de adolescentes, enquanto o namorado promete que nunca vai deixar sua namorada. No terceiro minuto, a namorada começa uma discussão sobre algo que ele fez. Presumidamente, o namorado se alista com os Marines. O vídeo mostra o namorado sendo encruzilhado pelas forças inimigas. Enquanto isso, a namorada fica esperando para que seu namorado volte para a casa. O clipe tem um final aberto, deixando que o público pense sobre o que ocorreu com o jovem Marine.

## Posições nas paradas semanais
| Paradas (2005–2006)                                | Melhor posição |
| -------------------------------------------------- | -------------- |
| Austrália (ARIA)                                   | 13             |
| Áustria (Ö3 Austria Top 75)                        | 15             |
| Bélgica (Ultratip Bubbling Under de Flandres)      | 3              |
| Bélgica (Ultratip Bubbling Under da Valônia)       | 2              |
| Canadá CHR/Pop Top 30 (Radio & Records)            | 4              |
| Canadá Top 30 (Radio & Records)                    | 1              |
| Croácia (HRT)                                      | 1              |
| República Checa (Rádio Top 100)                    | 1              |
| Alemanha (Offizielle Deutsche Charts)              | 22             |
| Grécia (IFPI)                                      | 29             |
| Hungria (Rádiós Top 40)                            | 10             |
| Irlanda (IRMA)                                     | 13             |
| Itália (FIMI)                                      | 33             |
| Países Baixos (Dutch Top 40)                       | 35             |
| Países Baixos (Single Top 100)                     | 44             |
| Nova Zelândia (Recorded Music NZ)                  | 10             |
| Escócia (Scottish Singles Chart)                   | 51             |
| Suécia (Sverigetopplistan)                         | 21             |
| Suíça (Schweizer Hitparade)                        | 22             |
| Reino Unido (UK Singles Chart)                     | 8              |
| Reino Unido (OCC UK Rock and Metal)                | 5              |
| Estados Unidos (Billboard Hot 100)                 | 6              |
| Estados Unidos (Billboard Adult Alternative Songs) | 3              |
| Estados Unidos (Billboard Adult Contemporary)      | 13             |
| Estados Unidos (Billboard Adult Top 40)            | 2              |
| Estados Unidos (Billboard Alternative Airplay)     | 2              |
| Estados Unidos (Billboard Mainstream Rock)         | 12             |
| Estados Unidos (Billboard Mainstream Top 40)       | 4              |